# Lilly Turner
Lilly Turner è un film del 1933 diretto da William A. Wellman.

## Trama
Il film si apre con le nozze di Lilly Turner con Rex Durkee celebrate nella casa di lei, a Buffalo. È appena iniziata la Grande depressione. La madre di Lilly è del tutto contraria al matrimonio: ritiene che sarebbe stato opportuno conoscere un po' meglio il futuro sposo. Subito dopo il matrimonio, il marito si appropria dei risparmi di Lilly; una volta saliti su un treno, Lilly scopre che non sono diretti a New York, come Rex le aveva promesso in precedenza, ma in piccole località della Pennsylvania. Rex Durkee non è infatti un attore di vaudeville, come aveva affermato prima del matrimonio, ma un illusionista: Lilly, in abiti succinti, sarà la sua assistente.
La vita di Lilly sarà un susseguirsi di infelicità. Sei mesi dopo il matrimonio, Lilly è stanca della vita errabonda. Rivela a Rex di essere incinta; poco dopo quest'ultimo la abbandona. Lilly scopre inoltre di aver sposato un bigamo: il marito era stato sposato in precedenza, ma non aveva divorziato dalla prima moglie e quindi il matrimonio di Lilly non è legale. Lilly viene soccorsa da Dave Dixon, il quale la sposa per evitare che il nascituro non sia considerato illegittimo. Il bambino morirà però poco dopo la nascita. Lilly si adatta con difficoltà alla miseria materiale e morale della sua vita. Farà, con Dave, l'assistente di un ciarlatano, il "Dottor McGill". Si ferirà gravemente e resterà paralizzato infine anche Dave; Lilly gli promette che lo assisterà, ma spera anche di poter iniziare una nuova vita con Bob Chandler, un ingegnere che, a causa della crisi economica, si guadagna da vivere facendo l'autista.

## Critica
Il regista William A. Wellman aveva già girato per la Warner Bros. dei film in cui si affrontavano temi scabrosi: è il caso, ad esempio, di Nemico pubblico del 1931 avente per protagonista un gangster, o di Mary a mezzanotte del 1933 in cui la protagonista era amante di un gangster. Nella vicenda di Lilly Turner è presente il tema della bigamia, un tema ritenuto scabroso secondo il Codice di comportamento sottoscritto nei primi anni trenta dalla MPPDA. Nel 1933 si era nella cosiddetta Era Precodice; dall'anno successivo i film avranno bisogno di un certificato di approvazione preventivo con serie limitazioni alla libertà di espressione. Il film è stato inserito nell'antologia in DVD Forbidden Hollywood collection n. 2.
In Italia il film è stato trasmesso per la prima volta, in lingua originale con sottotitoli in lingua italiana, nella notte fra il 13 e il 14 febbraio 2016 da RAI 3, nell'ambito del programma Fuori orario. Cose (mai) viste.